# Fresnay-le-Samson
Fresnay-le-Samson – miejscowość i gmina we Francji, w regionie Normandia, w departamencie Orne.
Według danych na rok 1990 gminę zamieszkiwało 110 osób, a gęstość zaludnienia wynosiła 16 osób/km² (wśród 1815 gmin Dolnej Normandii Fresnay-le-Samson plasuje się na 776. miejscu pod względem liczby ludności, natomiast pod względem powierzchni na miejscu 727.).